# Loxorhynchus crispatus
Loxorhynchus crispatus är en kräftdjursart som beskrevs av William Stimpson 1857. Loxorhynchus crispatus ingår i släktet Loxorhynchus och familjen Pisidae. Inga underarter finns listade i Catalogue of Life.